# Wieściszowice
Wieściszowice est une localité polonaise de la gmina de Marciszów, située dans le powiat de Kamienna Góra en voïvodie de Basse-Silésie.